# Martorell (Torelló)
Martorell és una masia del municipi de Torelló (Osona) inclosa en l'Inventari del Patrimoni Arquitectònic de Catalunya.

## Descripció
Es tracta d'una masia de planta rectangular coberta a quatre vessants. La façana és orientada a migdia i presenta un portal adovellat unit a la finestra del primer pis formant un sol cos fet a base de carreus de pedra picada. Consta de planta baixa i dos pisos. A la part esquerra hi ha un cos de galeries annexionat que ocupa la meitat del tram de ponent de la casa, on el mur es perllonga formant un portal rectangular a través del qual s'accedeix al barri. És construïda amb pedra arrebossada al damunt. Les finestres de la planta baixa i primer pis estan tapiades.La masia actualment està en ruines.

## Història
És un antic mas del qual se'n tenen notícies des del segle xiii. Es troba esmentat en el fogatge de 1553 de la parròquia i terme de Sant Feliu de Torelló, quan figura Bernat Martorell com a habitant del mas. Al segle xvii el mas fou reformat per Jaume Parrella, tal com indica la llinda de la finestra damunt el portal principal, datada el 1639. Els propietaris actuals són descendents del llinatge Parrella.